# 文寶玲
文寶玲（韓語：문보령，1983年1月24日—），韓國女演員。

## 个人生活
2015年11月，与年长10岁的美籍韩裔圈外人士结婚。

## 演出作品

### 電視劇
- 2003年：KBS《我不會離婚》
- 2008年：MBC《前妻住在隔壁》飾演 藝瑞
- 2009年：KBS《青春禮讚》飾演 李順吉
- 2012年：KBS《Drama Special－少女偵探朴海索》飾演 申有珍
- 2012年：KBS《星星月亮摘給你》飾演 車慶珠
- 2013年：JTBC《你鄰居的妻子》飾演 恩彩
- 2014年：KBS《天上女人》飾演 徐智熙
- 2014年：MBC《更夫日誌》飾演 毛蓮月
- 2015年：SBS《媽媽我媳婦》飾演 金秀卿
- 2018年：SBS《我也是媽媽啊》飾演 吳惠琳[6]
- 2020年：SBS《媽媽出軌了》飾演 李恩珠[7]

### 電影
- 2014年：《Campus S Couple》飾演 雅英

### 舞台劇
- 2010年：《偉大的Gatsby》

## 外部連結
- 文寶玲的Instagram帳戶